# Cukurs C-6bis

Хербертс Цукурс рядом с сконструированным самолётом Cukurs C-6bis

Cukurs C-6bis — сконструированный Гербетом Цукуром пикирующий бомбардировщик. Использовался как учебный самолёт. Построен в 1940 году. Единственный цельнометаллический самолёт такого класса, построенный в Латвии.

## Характеристика
- Модификация: C-6bis
- Размах верхних крыльев, м: 11,00
- Длина самолёта, м: 8,50
- Высота самолёта, м: 2,40
- Площадь крыла, м2: 12,80
- Масса, кг:
  - пустого самолёта: 680
  - максимальная взлетная: 1340
- Тип двигателя 1 ПД Hispano Suiza 6
- Мощность, л. с.: 1 × 280
- Максимальная скорость, км/ч: 440
- Практическая дальность, км: 680
- Практический потолок, м: 5800
- Экипаж, чел.: 2
- Вооружение: несколько лёгких бомб весом до 50 кг